# 国鉄タ1550形貨車
国鉄タ1550形貨車（こくてつタ1550がたかしゃ）は、かつて日本国有鉄道（国鉄）およびその前身である鉄道省等に在籍した貨車（タンク車）である。

## 概要
タ1550形は、1928年（昭和3年）5月の車両称号規程改正により、カス160形 、カス175形、カス185形
を改番し誕生した形式である。合計21両が改番されたが途中欠番が7両あり最終番号はタ1577であった。21両全てが鉄道省所有貨車であり私有貨車は1両も在籍しなかった。
カス160形 は、元関西鉄道に在籍していた車両である。関西鉄道ではこれらの車両を客車照明器具のピンチ式ガス灯の使用燃料であるガス輸送用に運用していた。鉄道省も引き続き同用途にて運用されたが照明は次第に電灯に切り替わり用途が少なくなっていった。
1932年（昭和7年）度よりミ200形への改造が始まり1933年（昭和8年）度までに9両（ミ200 - ミ206,ミ211,ミ212）が本形式を離れた。（ミ207 - ミ210はタ1550形に改番されずに廃車となったカス形より充当された。）ミ200形は1両（ミ212）を除く全車が北海道に集中配属された。
車体色は黒色、寸法関係は一例として全長は6,414 mm - 8,116 mm、全幅は2,184 mm - 2,511 mm、全高は2,505 mm - 3,499 mm、実容積は7.1 m3 - 12.0 m3、自重は6.9 t - 10.2 tである。
1950年（昭和25年）に「第二次貨車特別廃車」の対象形式に指定され、同年5月20日通達「車工第376号」により告示された。（当時の在籍車数は11両であった）
同年に最後まで在籍した車両が廃車となり、同時に形式消滅となった。